# 4481

4481(사천사백팔십일)은 4480보다 크고 4482보다 작은 자연수다.

## 수학
- 608번째 소수(素數)다. 앞의 소수는 4463, 다음 소수는 쌍둥이 소수인 4483이다.
  - 110번째 소피 제르맹 소수로, {\displaystyle 4481\times 2+1}의 값인 8963도 소수(안전 소수)다. 앞의 소피 제르맹 소수는 4409, 다음은 4733이다.
  - 28번째 프로트 소수다. 앞의 프로트 소수는 3457, 다음은 4993이다.

({\displaystyle 4481=35\times 2^{7}+1})
- 피타고라스 삼조의 빗변의 길이이다. ({\displaystyle 2080^{2}+3969^{2}=4481^{2}})[a]
- {\displaystyle 4481=16^{2}+65^{2}}
  - 서로 다른 두 자연수의 제곱합으로 나타낼 수 있는 수다.
- {\displaystyle 74^{16}-1}은 4481로 나누어떨어진다.

## 과학
- IC 4481(영어판): 목동자리에 있는 막대나선은하.
- NGC 4481: 용자리 방향에 있는 나선은하.

## 기타
- 연도: 4481년, 기원전 4481년

## 같이 보기
- 4000